# Minju-nodong-Partei
Die Minju-nodong-Partei (koreanisch: 민주노동당, Transliteration: Minju-nodong-dang, in Deutsch: Demokratische Arbeiterpartei) war eine Partei in Südkorea, die von 2000 bis 2011 bestand und den Demokratischen Sozialismus vertrat.

## Geschichte
Die Minju-nodong-dang wurde am 30. Januar 2000 gegründet und erreichte erstmals im April 2004 bei den Wahlen zum Parlament in Südkorea 13,03 % und 10 Sitze. Einer der Gründer der Partei war Kwon Young-gil (권영길), der sich 1997 dem Präsidentschaftswahlkampf stellte und 1,2 % der Stimmen erreichte. Im Jahr 2002 konnte er 3,9 % der Stimmen auf sich vereinigen.
In der Partei gab es eine Rivalität zwischen zwei Richtungen. Der „Gleichheits“-Flügel, der von der Gruppe „Volksdemokratie“ vertreten wurde, warb dafür, sich auf die Themen soziale Fürsorge und Bürgerrechte zu konzentrieren. Die Gruppe „Nationale Befreiung“, die den „Unabhängigkeits“-Flügel vertrat, war stärker auf koreanischen Nationalismus und die Annäherung an Nordkorea ausgerichtet und trat betont antiamerikanisch auf. Der Konflikt kulminierte während der Präsidentschaftswahlkampagne 2007, worauf die Mitglieder der Gruppe „Volksdemokratie“ austraten und die Jinbo-sin-Partei (진보신당, Neue Fortschrittspartei) gründeten.
Am 5. Dezember 2011 fusionierte die Minju-nodong-Partei mit der Volkspartizipationspartei und einem kompromissbereiten Teil der Jinbo-shin-Partei und ging in der Tonghap-jinbo-Partei (통합진보당, Vereinigte Fortschrittspartei) auf.